# Antrodiaetus robustus
Espèce
Synonymes
- Brachybothrium robustum Simon, 1891

Antrodiaetus robustus est une espèce d'araignées mygalomorphes de la famille des Antrodiaetidae.

## Distribution
Cette espèce est endémique des États-Unis. Elle se rencontre en Ohio, en Virginie-Occidentale, en Virginie, au Maryland et en Pennsylvanie.

## Publication originale
- Simon, 1891 : Liste des espèces de la famille des Aviculariidae qui habitent le Mexique et l'Amérique du Nord. Actes de la Société Linnéenne de Bordeaux, vol. 44, p. 307-326.